# 蔚山広域市有形文化財
蔚山広域市有形文化財（ウルサンこういきし ゆうけいぶんかざい）は、大韓民国の文化遺産保護制度で、市道指定文化財の一つ。上位の国家指定文化財に指定されていない有形文化財の中で保存価値が認められるものを対象として蔚山広域市が条例により指定する。（1997年7月15日から指定。）

## 蔚山広域市有形文化財一覧
| 番号    | 登録名                   | 所在地 | 管理者             |
| ------- | ------------------------ | ------ | ------------------ |
| 第001号 | 蔚山東軒及び内衙         | 中区   | 中区               |
| 第002号 | 象川里国長栍石標         | 蔚州郡 | 蔚州郡             |
| 第003号 | 青松寺址浮屠             | 蔚州郡 | 蔚州郡             |
| 第004号 | 雲興寺址浮屠             | 蔚州郡 | 蔚州郡             |
| 第005号 | 石南寺三層石塔           | 蔚州郡 | 蔚州郡             |
| 第006号 | 於勿洞摩崖如来坐像       | 北区   | 北区               |
| 第007号 | 蔚山郷校                 | 中区   | 郷校財団           |
| 第008号 | 彦陽郷校                 | 蔚州郡 | 郷校財団           |
| 第009号 | 彦陽県戸籍台帳           | 蔚州郡 | 蔚州郡             |
| 第010号 | 孝子宋滔先生旌閭碑       | 中区   | 延安宋氏孝子公門会 |
| 第011号 | 東竺寺三層石塔           | 東区   | 東竺寺             |
| 第012号 | 敬淑翁主胎室及び碑       | 蔚州郡 | 蔚州郡             |
| 第013号 | 盤皐書院遺墟碑           | 蔚州郡 | 蔚州郡             |
| 第014号 | 赴北日記                 | 南区   | 個人               |
| 第015号 | 文殊寺石造阿弥陀如来坐像 | 蔚州郡 | 文殊寺             |
| 第016号 | 文殊寺幀画               | 蔚州郡 | 文殊寺             |
| 第017号 | 引聖庵神衆図             | 蔚州郡 | 引聖庵             |
| 第018号 | 蔚山府先生案             | 北区   | 個人               |